# Drávaiványi
Drávaiványi je vas na Madžarskem, ki upravno spada pod podregijo Sellyei Županije Baranja.